# بروس إليوت (كاتب)
بروس إليوت (بالإنجليزية: Bruce Elliott)‏ (30 مايو 1914، نيويورك في الولايات المتحدة - 21 مارس 1973، نيويورك في الولايات المتحدة)؛ كاتب سيناريو وروائي أمريكي.